# 莱尼亚诺足球俱乐部
莱尼亚诺足球俱乐部(Associazione Calcio Dilettantistica Legnano)是一支位於意大利倫巴第大區萊尼亞諾的職業足球會，目前於意大利丁組足球聯賽角逐。
球會在2010年破產後，莱尼亚诺足球俱乐部倒閉。2011年7月15日重新建立，併入意大利足球一類聯賽N組，該球季升級至意大利足球推廣聯賽倫巴底大區A組。
並在下一賽季獲得冠軍升級至意大利足球卓越聯賽倫巴底大區A組。

## 榮譽
意大利職業二級足球聯賽
- 冠軍 (2): 1982–1983 (B組), 2006–2007 (A組)

全國業餘錦標賽
- 冠軍: 1992–1993 (A組)

意大利丁組足球聯賽
- 冠軍: 1999–2000 (B組)

意大利足球一類聯賽
- 冠軍: 2011–2012 (N組)

意大利足球推廣聯賽
- 冠軍: 2012–2013 (A組)

意大利足球一類聯賽:
- 亞軍 (2): 1919–1920 (C組), 1920–1921 (D組)

意大利第一級足球聯賽:
- 亞軍 (2): 1922–1923 (B組), 1927–1928 (B組)

意大利乙組足球聯賽
- 亞軍 (3): 1946–1947 (A組), 1950–1951, 1952–1953

意大利丁組足球聯賽:
- 亞軍 (2): 1976–1977 (B組), 1977–1978 (B組)

全國業餘錦標賽:
- 亞軍: 1997–1998 (B組)

意大利足球卓越聯賽:
- 亞軍: 2013–2014 (A組)

## 外部連結
- Official website （页面存档备份，存于）
- Statistiche lilla （页面存档备份，存于）